# Anne van den Ban
Anne Willem van den Ban (Leeuwarderadeel, 28 februari 1928 – Wageningen, 7 mei 2016) was hoogleraar Voorlichtingskunde aan Wageningen University.
Prof. dr. ir. Van den Ban is als hoogleraar Voorlichtingskunde van grote betekenis geweest voor de ontwikkeling van dat vakgebied. Van den Ban betrok onder meer sociale psychologie, sociologie, antropologie en communicatieleer bij het landbouwonderwijs. Hij stond bovendien aan de wieg van een wetenschappelijk onderbouwde professionele gezondheidsvoorlichting, inclusief tabak- en alcoholpreventie, gezinsplanning en voedingsvoorlichting.

## Biografie
Van den Ban studeerde landbouweconomie aan de Landbouwhogeschool (tegenwoordig Wageningen University, onderdeel van Wageningen UR) van 1945 tot 1953. In een artikel dat Van den Ban schreef met Everett M. Rogers (de bedenker van de innovatietheorie van Rogers), beschrijft hij een studiereis van prof. E.W. Hofstee in 1950 langs land-grant universiteiten in de Verenigde Staten. Deze studiereis werd gesubsidieerd door het Marshallfonds. Hofstee was onder de indruk van de adoptie van nieuwe landbouwmethoden en hij benadrukte het onderwerp na zijn terugkeer in zijn colleges. Van den Ban, student bij Hofstee, koos innovatieadoptie als onderwerp voor zijn doctoraalscriptie.
Na zijn militaire dienst trad Van den Ban in dienst bij het ministerie van landbouw, waarvoor hij bij de vakgroep Rurale Sociologie van de Landbouwhogeschool onderzoek deed naar landbouwvoorlichting. Van den Ban promoveerde bij prof. E.W. Hofstee in 1963 op dit onderwerp. Zij proefschrift was getiteld Boer en landbouwvoorlichting: de communicatie van nieuwe landbouwmethoden. Dit werk wordt beschouwd als de eerste empirische studie naar landbouwvoorlichting in Europa.
In 1964 richtte Van den Ban de vakgroep Voorlichtingskunde aan de Landbouwhogeschool op. Nu is dat de sectie Communicatiewetenschap bestaande uit twee groepen: Communicatie en Innovatie Studies, en Communicatiestrategieën.
Na 1983 heeft Van den Ban zich in meer dan 25 ontwikkelingslanden en landen in Oost-Europa ingezet als adviseur, mede in opdracht van de Organisatie van de Verenigde Naties voor Onderwijs, Wetenschap en Cultuur (UNESCO). Voor zijn wetenschappelijke werk in India ontving Van den Ban in 2008 een hoge Indiase onderscheiding.
Van den Ban werd op 15 september 2011 benoemd tot Officier in de Orde van Oranje-Nassau vanwege zijn bijzondere wetenschappelijke verdiensten op nationaal en internationaal niveau. De uitreiking vond plaats tijdens een bijeenkomst ter gelegenheid van de toekenning van de 200e studiebeurs door het Anne van den Ban Fonds.

## Anne van den Banfonds
Van den Ban is medeoprichter en was actief bestuurslid van het Anne van den Ban Fonds, dat sinds 1992 veelbelovende studenten uit ontwikkelingslanden in staat stelt in Wageningen een masteropleiding te volgen. Het fonds wil veelbelovende studenten uit ontwikkelingslanden in staat te stellen een opleiding aan Wageningen University te volgen. Hiermee wil het een bijdrage leveren aan de opleiding van bekwame en gemotiveerde lokale deskundigen, die een leidende rol kunnen spelen bij het oplossen van structurele problemen in de landbouwproductie, de plattelandsontwikkeling en het milieu van hun land. Daarmee draagt het fonds bij aan de bestrijding van de armoede in de wereld.

## Publicaties
Van den Ban is (mede)auteur van vele wetenschappelijke publicaties en diverse boeken. Zijn boek ‘Inleiding tot de voorlichtingskunde’ is in meer dan 10 talen vertaald en wordt al decennialang wereldwijd gebruikt. Hij beperkte zich in zijn werk niet tot de landbouwvoorlichting. Samen met Maria Koelen schreef hij een boek over gezondheidsvoorlichting: Health education and health promotion. Op 28 februari 2008 (Van den Bans 80ste verjaardag) maakte Bibliotheek Wageningen UR al het werk van Van den Ban digitaal beschikbaar op haar website. Meer dan 230 van zijn publicaties zijn beschikbaar in Open Access. Van den Ban begeleidde zes promovendi naar een succesvolle verdediging van hun proefschrift.